# Jack Lynch

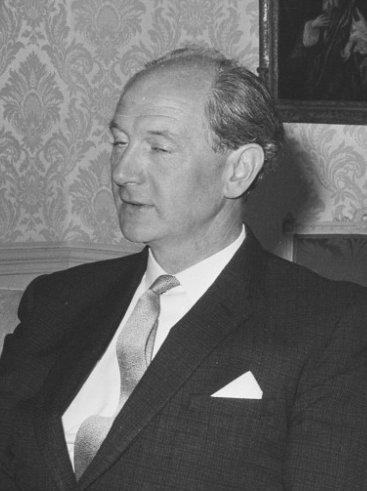
Jack Lynch (1967)

John Mary Lynch (genannt Jack Lynch, irisch Seán Máire Ó Loingsigh; * 15. August 1917 in Cork; † 20. Oktober 1999 in Dublin) war ein irischer Politiker und zweimaliger Taoiseach (Premierminister).

## Berufliche und sportliche Laufbahn
Nach dem Schulabschluss war er Angestellter der Milchbehörde von Dublin und später des Gerichts des County Cork. Ab 1941 absolvierte er ein Abendstudium der Rechtswissenschaften am University College Cork und an den King’s Inns in Dublin. Nach dem Abschluss des Studiums 1945 arbeitete er als Barrister.
Darüber hinaus war Lynch ein berühmter irischer Sportler seiner Zeit im Gaelic Football und Hurling zwischen 1929 und 1951. Er war Kapitän des Cork Inter-County Teams, das 1941 bis 1944 und 1946 die jährliche All-Ireland Senior Hurling Championship gewann.

## Politische Laufbahn

### Abgeordneter
Lynch begann seine politische Laufbahn 1948 mit der Wahl zum Abgeordneten des Unterhauses (Dáil Éireann). Dort vertrat er bis 1981 die Interessen der konservativ-nationalistisch geprägten Fianna Fáil des Wahlkreises Cork und wurde zu einem engen Mitarbeiter von Eamon de Valera.

### Aufstieg zum Minister
Als de Valera am 13. Juni 1951 erneut Premierminister wurde, berief er Lynch zum parlamentarischen Staatssekretär. Dieses Amt übte er bis zum Ende der Amtszeit am 2. Juni 1954 aus.
Nach dem erneuten Wahlsieg der Fianna Fáil unter de Valera gegen die regierende Fine Gael des Premierministers John A. Costello wurde Lynch im Kabinett von de Valera am 20. März 1957 zunächst Minister für die irischsprachigen Gebiete (Gaeltacht). Anschließend war er 1957 bis 1959 Erziehungsminister.
Nach der Wahl von de Valera zum Präsidenten von Irland wurde er unter dessen Nachfolger als Premierminister, Seán Lemass, am 23. Juni 1959 Minister für Industrie und Handel sowie anschließend von 1965 bis 1966 Finanzminister.

### Taoiseach

#### Amtszeit 1966–1973, Nordirlandkonflikt und Beitritt zur EG
Als Lemass 1966 seinen Rücktritt vom Amt des Premierministers ankündigte, kam es zu einem innerparteilichen Konflikt, der letztlich dazu führte, dass Lynch als Kompromisskandidat am 10. November 1966 zum Vorsitzenden der Fianna Fáil sowie zum Premierminister gewählt wurde.
Während seiner Amtszeit kam es im August 1969 zu den blutigen dreitägigen Straßenkämpfen im nordirischen Londonderry zwischen der britischen protestantischen Polizei und katholischen Aufständischen. Lynch erklärte damals in einer Regierungsansprache: „Die irische Regierung kann nicht länger ruhig bleiben und zusehen, wie unschuldige Menschen verletzt werden und eventuell Schlimmeres passiere.“ Allerdings warteten die nordirischen katholischen Militanten vergeblich auf die Rettung durch die kleine irische Armee. 1970 kam es zu einer Regierungskrise, nachdem der damalige Finanzminister Charles J. Haughey und Landwirtschaftsminister Neil Blaney beschuldigt wurden, Regierungsgelder an die IRA weitergeleitet und dadurch Waffenkäufe ermöglicht zu haben. Am 6. Mai 1970 wurden Haughey und Blaney durch Lynch entlassen.
1972 führte ein Referendum zum Beitritt zu den Europäischen Gemeinschaften am 1. Januar 1973. Allerdings wurde die Fianna Fáil bei der Parlamentswahl durch Fine Gael geschlagen und Lynch am 14. März 1973 durch Liam Cosgrave im Amt des Premierministers abgelöst.

#### Amtszeit 1977–1979, Haushaltskrise und Rücktritt
Vier Jahre später errang die Fianna Fáil unter ihrem Vorsitzenden Lynch einen Rekordwahlsieg, so dass er am 5. Juli 1977 Nachfolger von Cosgrave als Premierminister wurde. Im zweiten Halbjahr 1979 war er zudem Präsident des Rats der Europäischen Union.
Allerdings führten verschwenderische Ausgabensteigerungen durch den Haushalt 1978 zu empor schnellenden Defiziten und Inflation. Der Versuch, dieses Defizit durch höhere Steuern auszugleichen, führten zu alsbaldigen Wählerprotesten. Am 11. Dezember 1979 trat Lynch schließlich von Amt des Parteivorsitzenden und des Premierministers zugunsten des Ministers für Gesundheit und soziale Wohlfahrt, Charles Haughey, zurück.

## Reden und Veröffentlichungen
- Parlamentsrede am 11. Mai 1967
- Jack Lynch: The Situation in the six counties of North-East Ireland, 1969
- Rede zu den Ausschreitungen in Londonderry 1969
- Parlamentsrede am 21. März 1972

## Biographische Quellen und Hintergrundinformationen
- Biographie auf der Homepage der University of Limerick
- Biographie in rulers.org
- Wahlkreisergebnisse von Jack Lynch 1948 bis 1981
- Regierung Lynch I
- Regierung Lynch II
- Regierung Lynch III

| Personendaten    | Personendaten                                                                                    |
| ---------------- | ------------------------------------------------------------------------------------------------ |
| NAME             | Lynch, Jack                                                                                      |
| ALTERNATIVNAMEN  | Lynch, John Mary (wirklicher Name); Ó Loingsigh, Seán (irisch); Ó Loingsigh, Seán Máire (irisch) |
| KURZBESCHREIBUNG | irischer Politiker und Premierminister                                                           |
| GEBURTSDATUM     | 15. August 1917                                                                                  |
| GEBURTSORT       | Cork                                                                                             |
| STERBEDATUM      | 20. Oktober 1999                                                                                 |
| STERBEORT        | Dublin                                                                                           |